# Vasile Petri
Vasile Petri (n. 2 februarie 1833, Mocod, Principatul Transilvaniei – d. 1 februarie 1905, Năsăud, Austro-Ungaria) a fost unul dintre cei mai distinși pedagogi români din Transilvania ce și-a derulat activitatea cu precădere la preparandia năsăudeană. A fost elevul lui Moise Panga la Gimnaziul din Năsăud și a făcut studii pedagogice la Praga începând din anul 1853.  În perioada 1857 - 1860 a fost învățător la școala capitală din Năsăud, pentru ca la propunerea ministerului de la Viena să fie numit în anul 1860 ca prim profesor la Gimnaziul din Năsăud. În anul 1870 a fost numit ca profesor ordinar la preparandia de stat din Deva timp de trei ani de zile. S-a pensionat în anul 1873 și a fost ales ca director al școlilor grănicerești de pe lângă Regimentul I de Graniță de la Orlat cu sediul la Sibiu. A îndeplinit această funcție până în anul 1875 când s-a retras din activitate și s-a mutat la Năsăud la reședința proprie.
A scris manuale și îndreptare școlare:
- 1864 - Elementar sau Abecedariu;
- 1872 - Scriptologia sau îndreptar la tractarea Abecedariului;
- 1872 - Instrucțiuni privind tractarea cărților școlastice;
- 1872 - Noul Abecedariu românesc;
- 1872 - Legendar;
- 1872 - Sistemul metric;
- 1872 - Plan de lecțiuni și Legea de pensiune;
- Foi pedagogice: Școala română și Școala practică.[3]